# Garbo Talks
Garbo Talks (br: Fala Greta Garbo — pt: Greta Garbo Fala) é um filme estadunidense de 1984, um drama com roteiro de Larry Grusin e dirigido por Sidney Lumet. O título foi retirado de um slogan do primeiro filme sonoro (1930) da atriz e estrela do cinema mudo Greta Garbo, quando sua voz foi ouvida em uma película pela primeira vez, pelo público. O filme explora o fato de Greta Garbo, depois de ter deixado o cinema ainda como estrela, tornar-se totalmente reclusa, a evitar qualquer contato com o público e a mídia. 

## Elenco Principal
- Anne Bancroft...Estelle Rolfe
- Ron Silver...Gilbert Rolfe
- Betty Comden...Greta Garbo (não creditada)
- Carrie Fisher...Lisa Rolfe
- Catherine Hicks...Jane Mortimer
- Steve Hill...ex- marido Estelle

## Sinopse
Estella Rolfe é uma ativista veterana de causas sociais e grande fã de Greta Garbo. Ela é separada e tem um único filho, Gilbert (em homenagem a John Gilbert, ator parceiro de Garbo em muitos filmes), com a personalidade inversa. Gilbert é um empregado que nunca reclama e se submete aos caprichos da esposa pretensiosa Lisa. No emprego, ele conhece a atriz iniciante  Jane Mortimer e ambos se sentem atraídos, mas Gilbert evita que o relacionamento continue, contando para a moça ser casado. No entanto, as coisas mudam para ele quando recebe a notícia de que sua mãe está com um tumor no cérebro e conta apenas com alguns meses de vida. Sua mãe se conforma com a doença, mas pede um único desejo para o filho: ela quer ver Greta Garbo. 